# ハインリヒ1世 (バイエルン公)
ハインリヒ1世（Heinrich I., 920年頃 - 955年11月1日）は、ロートリンゲン大公（在位：939年 - 940年）のちバイエルン大公（在位：947年 - 955年）。東フランク王ハインリヒ1世と二度目の妃マティルデの間の第二子で、皇帝オットー1世の弟。父から見て三男にあたる。皇帝ハインリヒ2世の祖父にあたる。

## 生涯
父ハインリヒ1世が東フランク王となったのちに生まれた子で、母マティルデはハインリヒこそ王の後継者たるものとして溺愛した。936年ハインリヒ1世が死去、兄オットーの即位時にはハインリヒはザクセンに拘束され、ジークフリート伯の監督下に置かれた。937年に異母兄タンクマールがフランケン大公エーバーハルトらとともに皇帝オットー1世に対して反乱を起こした時には、ベレッケ砦を襲ったタンクマールらに捕えられたが、劣勢となったエーバーハルトにより釈放された。
938年には、ハインリヒ自身が兄オットー1世に対して反乱を起こす。この反乱にはロートリンゲン大公ギゼルベルト、フランケン大公エーバーハルトらが参加したが、939年10月2日、オットー1世はアンデルナハで宴会を開いていたギゼルベルトらを襲い、エーバーハルトは戦死し、ギゼルベルトは溺死した。ハインリヒは西フランク王ルイ4世のもとに逃亡したが、同年のうちにオットーに降伏し、ロートリンゲン大公位を得た。しかし、ロートリンゲンの支配は在地貴族ヴェルダン伯オットーに移り、これに反発したハインリヒは再び兄オットー1世に対して反乱を起こし、941年の復活祭の日に、オットーの暗殺を計画した。しかし計画は事前に露見し、母マティルデのとりなしもあり同年ゆるされた。
ハインリヒはルイトポルト家のバイエルン大公アルヌルフ悪公の娘ユーディトと結婚し、947年、同家のバイエルン大公ベルトルトの死後、同家に男子相続人がいたにもかかわらず、バイエルン大公位を与えられた。
951年には、オットー1世のイタリア遠征に参加し、翌年にヴェローナとアクィレイアを得ている。この遠征や戦後処理において、シュヴァーベン大公リウドルフと対立し、これが後年のリウドルフのオットー1世に対する反乱の遠因の一つとなったとも見られている。
955年、ハインリヒは没し、息子ハインリヒ2世がバイエルン公位を継承した。

## 子女
938年頃にバイエルン公アルヌルフ悪公の娘ユーディトと結婚し、3子をもうけた。
- ハトヴィヒ（939年頃 - 994年） - 954年にシュヴァーベン大公ブルヒャルト3世と結婚
- ゲルベルガ（940年頃 - 1001年）- ガンダースハイム女子修道院長
- ハインリヒ2世（喧嘩公）（951年 - 995年） - バイエルン大公（955年 - 976年、985年 - 995年）